# Christmas in Conway
Christmas in Conway es una película dramática, para televisión dirigida por John Kent Harrison, escrita por Stephen P. Lindsey y Luis Ugaz. La película está protagonizada Andy Garcia, Mandy Moore, Cheri Oteri y Riley Smith.

## Elenco
- Andy Garcia es Duncan Mayor.
- Mandy Moore es Natalie.
- Cheri Oteri es Gayle.
- Riley Smith es Tommy.
- Mary-Louise Parker es	Suzy Mayor.
- Ric Reitz es Sheriff Charlie.
- Mark Jeffrey Miller es Henry.
- Greg Perrow es Brian.
- Jason Davis es Doctor Emmons.
- Andrea Powell es Jean.
- Barbara Weetman es Patty.
- Theodus Crane	es Lonnie.
- Jus Riddick es Deputy Boltbee.